# Hua Shaoqing
Hua Shaoqing, född 12 februari 1994, är en friidrottare från Kina. Hon deltog vid olympiska sommarspelen 2016.